# جیمز آدومیان
جیمز آدومیان (انگلیسی: James Adomian؛ زادهٔ ۳۱ ژانویهٔ ۱۹۸۰) یک بازیگر، استندآپ کمدین، صداپیشه و تهیه‌کنندهٔ دریافتگرای ارمنی-آمریکایی است. و از سال ۲۰۰۵ میلادی تاکنون مشغول فعالیت بوده‌است.

## زندگی‌نامه
وی در رشته‌های هنر تئاتر فارغ‌التحصیل شد. وی نوه جرج آدومیان، ریاضی‌دان ارمنی‌تبار آمریکایی می‌باشد.. آدومین در اوماها، نبراسکا به دنیا آمد و در آتلانتا، جورجیا بزرگ شد. خانواده او در ده سالگی به لس آنجلس نقل مکان کردند. ادومیان فارغ التحصیل دبیرستان باپتیست لس آنجلس است و در کالج ویتیر تحصیل کرده و در رشته ای که خود طراحی شده در اقتصاد و هنرهای تئاتر تحصیل می کند. او خاطرنشان می کند که طی مصاحبه ای با پیت هلمز در سال 2017 فارغ التحصیل نشد. ادومیان اصالتاً ارمنی است.
حرفه
بعد از اینکه کریگ فرگوسن در ژانویه 2005 تا سال 2009 میزبانی این برنامه را برعهده گرفت، آدومیان اغلب به عنوان رئیس جمهور جورج دبلیو بوش در برنامه The Late Late Show ظاهر شد. او در چندین برنامه کمدی دیگر از جمله MADtv، Mind of Mencia، Jimmy Kimmel Live!، Short Circuitz، Atom TV، Cavemen، Recount و Players ظاهر شده است.[5] ادومیان در فیلم های هارولد و کومار فرار از گوانتانامو و دوشیزه مارچ ظاهر شده است. به عنوان یک هنرمند صداپیشگی، آدومین در The Onion Radio News، به عنوان چندین شخصیت تکراری در سریال کارتونی PBS WordGirl، در نقش پرزیدنت بوش در چند قسمت از MADtv، در نقش جیمی کیمل در Celebrity Deathmatch و تعدادی کارتون دیگر اجرا کرد. . در سال 2011، او در کنار سارا پائولسون و تیم میدوز به عنوان یک بازیگر در پروژه آزمایشی پخش نشده Kari Lizer برای NBC انتخاب شد. در سال 2012، ادومیان در کمدی بنگ ظاهر شد! انفجار! به عنوان پخش کننده PBS، Huell Howser، در Adult Swim's Childrens Hospital در نقش مدونا، و در MTV's Money from Strangers به عنوان خودش، همچنین به طور منظم به عنوان شخصیت های طراحی مختلف در Conan ظاهر می شود. در سال 2018، آدومین یکی از سرفصل‌های جشنواره کمدی کوئیر پورتلند بود.[6][7] برای قسمت فردی مرکوری از برنامه 2019 Netflix Historical Roasts، آدومین نقش شخصیت اصلی را بازی کرد.[8]

## گزیده فیلمشناسی
- بازدید (۲۰۱۴)
- لک‌لک‌ها (فیلم) (۲۰۱۶)
- روز موعود خواهد آمد (۲۰۱۹)
- کونان (تاک شو) (۲۰۱۱–۲۰۱۲)
- کمدی بنگ! بنگ! (۲۰۱۲–۲۰۱۶)
- آبشار جاذبه (۲۰۱۲)
- وقت ماجراجویی (۲۰۱۳)
- تام سخنگو و دوستان (۲۰۱۴-اکنون)
- بوجک هورسمن (۲۰۱۵–۲۰۱۹)
- نمایش منظم (زیگبی و مرداک) (۲۰۱۵–۲۰۱۶)
- مرد در جستجوی زن (۲۰۱۶)
- شورشیان جنگ ستارگان (۲۰۱۶)
- هارولد و کومار فرار از خلیج گوانتانامو (۲۰۰۸)
- بابای آمریکایی! (۲۰۱۶–۲۰۲۱)
- برگری باب (۲۰۱۸)
- داک‌تالس (۲۰۱۹)
- هارلی کوئین (مجموعه تلویزیونی) (۲۰۱۹–اکنون)
- جیمی کیمل لایو! (۲۰۲۱)